# Blood Brother (film 2018)
Blood Brother è un film del 2018 diretto da John Pogue.

## Trama
Jake viene rilasciato dopo 15 anni di prigione per un crimine commesso insieme ai suoi ex amici d'infanzia. Uno di loro, Sonny, diventato poliziotto, teme che possa vendicarsi dei loro amici che lo hanno mandato in prigione e cerca di fermarlo.